# Corte Madera (California)
Corte Madera es un pueblo no incorporado en el condado de Marin, California, Estados Unidos. En el censo de 2000 la población era de 9,100 personas. En 1980 el pueblo fusionó su departamento de policía con la vecina ciudad Larkspur en la Twin Cities Police Authority.

## Geografía
Corte Madera está localizada en 37°55′27″N 122°31′1″O / 37.92417, -122.51694.
Según la Oficina del Censo de los Estados Unidos, la ciudad tiene un área total de 4.4 millas cuadradas (11.4 km²), de la cual, 3.2 millas cuadradas (8.2 km²) es tierra y 1.2 millas cuadradas (3.2 km²) (28.12%) es agua. Corte Madera es uno de los pueblos más ricos de Marin.

## Demográficas
En el censo de 2000, había 9,100 personas, 3,776 hogares, y 2,473 familias residiendo en el pueblo. La densidad poblacional era de 2,873.3 personas por milla cuadrada (1,108.4/km²). Había 3,850 casas unifamiliares en una densidad de 1,215.6/sq mi (468.9/km²). La demografía del pueblo era del 87.66% caucásica, 0.88% afroamericana, 0.32% amerindia, 6.08% asiática, 0.19% isleños del Pacífico, 1.30% de otras razas, y 3.58% de dos o más razas. 4.79% de la población era de origen hispana o latina de cualquier raza.
El ingreso mediano para un hogar en la ciudad fue de $ 79.839, y la renta mediana para una familia era de $ 95.471. Los hombres tenían un ingreso medio de $ 70,968 versus $ 50,380 para las mujeres. La renta per cápita para la ciudad fue de $ 46.326. Alrededor de 2,7% de las familias y el 4,5% de la población estaban por debajo de la línea de pobreza, incluyendo el 4,2% de los menores de 18 años y el 6,9% de los de 65 años de edad o más.

## Educación

### Escuelas
- Neil Cummins Elementary School
- Marin Country Day School
- Hall Middle School
- Redwood High School
- Reed Union School District

### Bibliotecas
La Biblioteca Gratuita del Condado de Marin gestiona la Corte Madera Library.